# 945 (szám)
A 945 (római számmal: CMXLV) egy természetes szám, a legkisebb páratlan bővelkedő szám.

## A szám a matematikában
A tízes számrendszerbeli 945-ös a kettes számrendszerben 1110110001, a nyolcas számrendszerben 1661, a tizenhatos számrendszerben 3B1 alakban írható fel.
A 945 páratlan szám, összetett szám, kanonikus alakban a 33 · 51 · 71 szorzattal, normálalakban a 9,45 · 102 szorzattal írható fel. Tizenhat osztója van a természetes számok halmazán, ezek növekvő sorrendben: 1, 3, 5, 7, 9, 15, 21, 27, 35, 45, 63, 105, 135, 189, 315 és 945.
Leyland-szám, tehát felírható {\displaystyle x^{y}+y^{x}} alakban.
A 945 valódi osztóinak összege 975, tehát a 945 bővelkedő szám, méghozzá a legkisebb páratlan bővelkedő szám.
A 945 négyzete 893 025, köbe 843 908 625, négyzetgyöke 30,74085, köbgyöke 9,81320, reciproka 0,0010582. A 945 egység sugarú kör kerülete 5937,61012 egység, területe 2 805 520,779 területegység; a 945 egység sugarú gömb térfogata 3 534 956 182,1 térfogategység.